# الرفاعة (جبل)
الرفاعة اسم لجبل يقع  بتاكسلانت وهو ثالث أعلى قمة جبلية في سلسلة الأطلس الصحراوي وفي سلسلة جبال الأوراس وخامس قمة في الجزائر، وهو ينتمي إلى الحظيرة الوطنية بلزمة في ولاية باتنة.

## نبذة
بموقعه وسط غابات الأرز[ ؟ ] الكثيفة  ووسط الحزام الصخري الذي يلفه، يقع جبل الرفاعة بقلب جبال الأوراس التي تشكل جزءا من سلسلة الأطلس الصحراوي، حيث تبلغ أعلى قمة به 2178 م، وليس بعيدا عنه توجد مجموعة من المرتفعات الجبلية من نفس السلسلة أقل ارتفاعا منه كشأن مرتفعات مركوندة شمالا وتارشيوين من الجنوب.
طبوغرافيته أو سطحه وسمات أرضه تعرف بكثرة انحداراتها المتعمقة الجذور وحافاتها الصخرية الخطيرة خصوصا حينما يتعلق الأمر بالجزء العلوي منه.

## الحياة النباتية
إن جيولوجية جبل الرفاعة جعلته يعرف وفرة كبيرة لأنواع الأشجار البرية كشأن شجرة الأرز المحمية دوليا والبلوط، وكذا شجرة العرعر والعرعر الفينيقي مما ينعكس إيجابا على مستوى غنى جمال المنطقة وغنى تنوعها البيولوجي. إن جبل الرفاعة بحق يعتبر ثراث طبيعي حقيقي بدون منازع بالمنطقة خاصة والجزائر بصفة عامة.

## الأمطار
تهطل الأمطار به في أغلب أشهر السنة بينما تتزين قممه الصخرية بالثلوج أيام الشتاء وبداية فصل الربيع مما تزيده جمالا ورونقا.

## المناخ
المناخ السائد على طول المرتفع ينتمي إلى منطقة المناخ المعتدل حيث نجد قساوة الطقس شتاء والاعتدال والحرارة صيفا.

## الرياح
الرياح السائدة غربية وجنوبية غربية تستمر في بعض الأحيان لعدة أيام، حيث تقف المرتفعات الجبلية المحاذية في وجهها وتجعلها أقل حدة لتنتقل إلى مناطق أخرى بشكل تدريجي وبأقل سرعة. وهي عموما تجلب تيارات هوائية باردة مصحوبة بالأمطار والثلوج شتاء ورياح الشهيلي الساخنة صيفا. بينما الرياح الشمالية هي أقل حركية وانتقالا إلى المنطقة وأقل أهمية.

## تاريخ الجبل
كان هذا الجبل خلال الاستعمار الفرنسي معقل ثوار المنطقة حيث شهد معارك بطولية ضد العدو إبان الثورة التحريرية كما ساعد الثوار على العبور بشكل آمن من منطقة لأخرى دون أن يكشف أمرهم للجيش الفرنسي وهذا نظرا لكثافة الغطاء النباتي والأشجار، كما كان أيضا بمثابة برج مراقبة لأي تحرك في المناطق المجاورة، وإلى مسافات بعيدة، وحتى اليوم لا تزال آثارهم موجودة حيث وفي قمة الجبل مكان يعرف باللهجة المحلية الخلوث أي المكان الخالي وهو كهف صخري يختبئ فيه الثوار وعلى جوانبه الألغام الفرنسية المزروعة والتي لا تزال شاهدا على تاريخه الطويل مع الثورة.

مشهد من داخل غار الخلوث العجيب والنادر

## غار الخلوث (الكهف العجيب)
غار أو كهف الخلوث هو واحد من عجائب الله في الأرض، وعكس بقية الكهوف المتواجدة في العالم أو على الأقل في الجزائر التي تم اكتشافها وحمايتها من قبل هيئات[ ؟ ] وطنية ودولية فإن هذا الكهف لا يعرفه من الناس إلا قليل حتى من سكان المنطقة، وهذا لكونه يتواجد بأعالي جبل الرفاعة الشاهق على ارتفاع 2066م عن سطح البحر.
ولو تمكنت منظمة اليونسكو من الوصول إليه لسجلته كواحد من المعالم المحمية دوليا لما يحتويه من كنوز يعجز الإنسان عن وصفها، وهي في مجملها ترسبات كلسية تشكل صواعد ونوازل شأنه كشأن كهف تازة بجيجل ولكن سعته وحجمه يجعلانه أكبر منه بكثير، فضلا عن مياهه المتشكلة في شكل حوض[ ؟ ] تعانقه القطرات النازلة من حين لآخر وهي باردة جدا بحيث لا يمكن مقاومة شربها وبذلك تعطي مناخا باردا داخل الكهف لا يفوق 16°م في أشد أيام الصيف حرارة.

## ألبوم الصور

منظر لجبل تيقلت والرفاعة
منظر جانبي لجبل الرفاعة
على مشارف قمة الرفاعة
شجرة الأرز في الضفة الأخرى من جبل الرفاعة
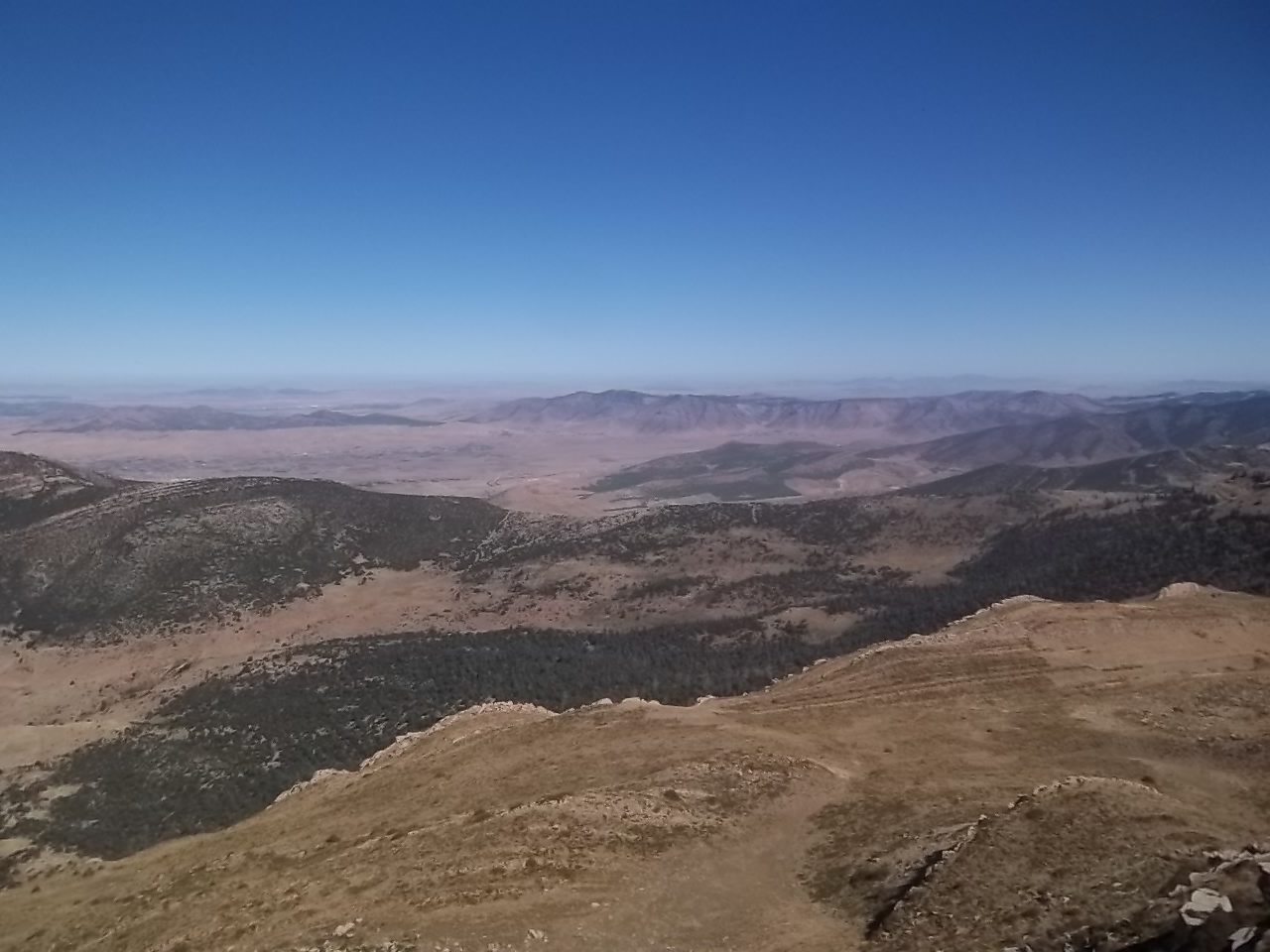
جانب من مدينة مروانة والمناطق المجاورة من قمة الرفاعة
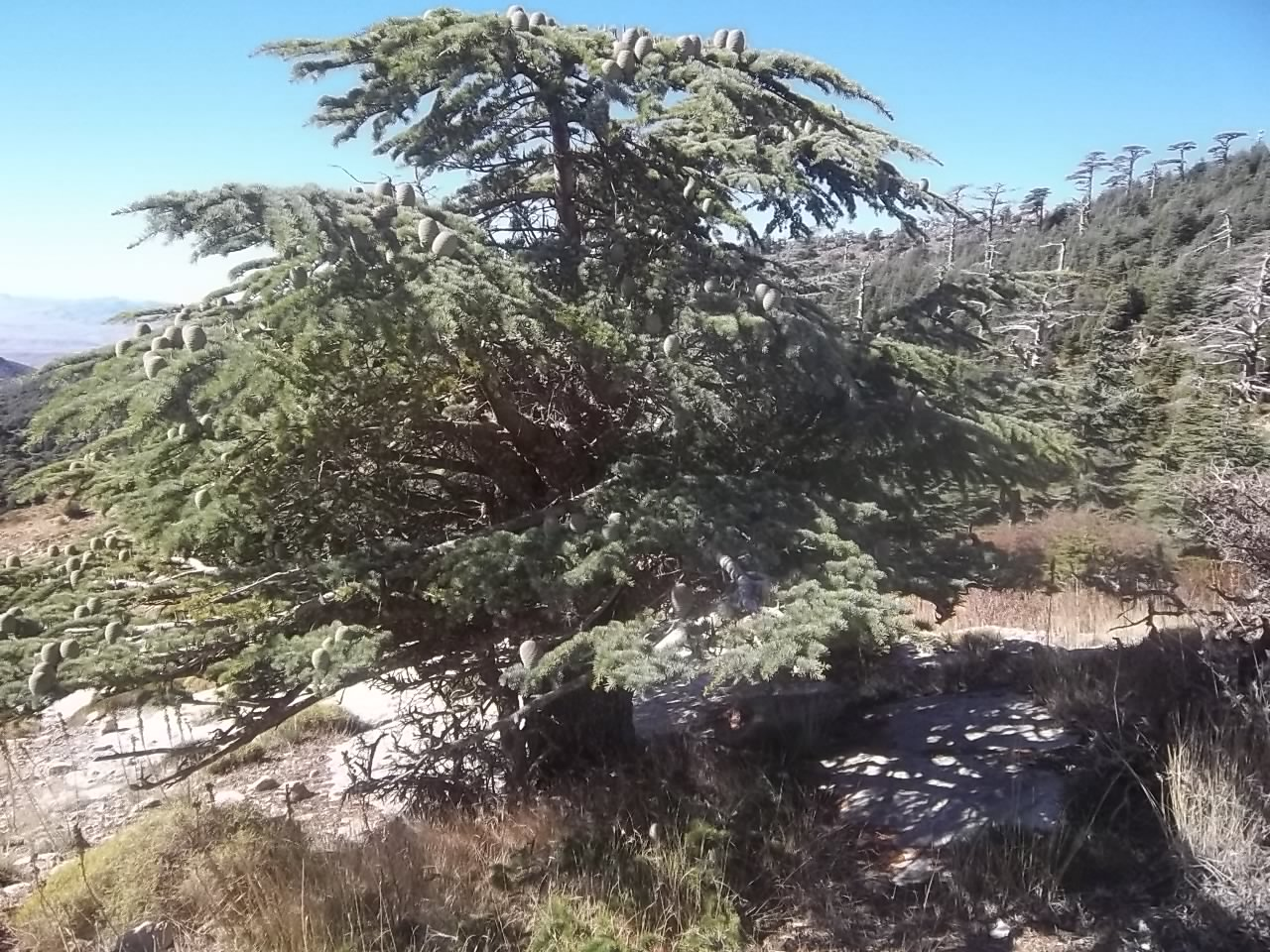
شجرة الأرز مثمرة بالرفاعة
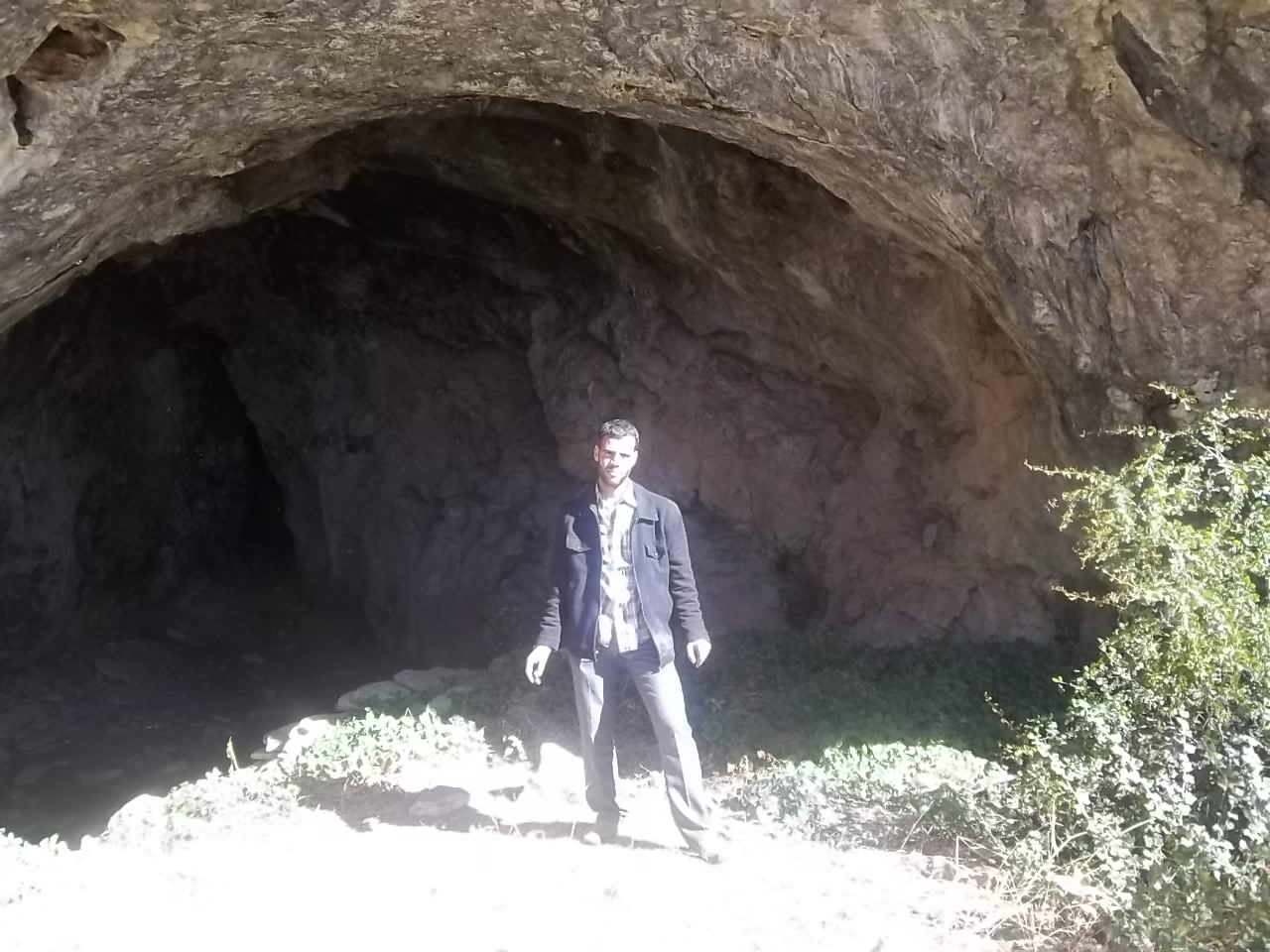
أحد الواقفين أمام غار الخلوث بالرفاعة
صورة من داخل غار الخلوث